# Jan de Gruytère
Jan de Gruytére (Janus Gruterus o Jan Gruter), fue un bibliotecario, poeta, anticuario y filólogo clásico cuyo trabajo más relevante fue las Inscriptiones antiquae totius orbis romani in corpus absolutissimun redactae (Las inscripciones antiguas de todo el mundo romano, reunidas en una colección definitiva, Heidelberg 1602). Ranutius Gherus y Johannes Gualterus son dos seudónimos que gustaba de usar.

## Primeros pasos
Nace en Amberes el 3 de diciembre de 1560, para fallecer en Heidelberg el 20 de septiembre de 1627 a la edad de 67 años. A los seis años de edad acompañó a sus padres, Wouter Gruterus y Catharina Tishema, a Norwich en Inglaterra, donde comenzó con sus estudios.

## Formación y vida laboral
Jan de Gruytère inició sus estudios superiores en 1577 en el Gonville College de Cambridge (Inglaterra). Más tarde, en 1584, continuó su formación en la Universidad de Leiden (Países Bajos), donde se doctoró en Leyes. Cinco años más tarde (1589) fue nombrado profesor de Historia en Wittenberg. Pero solo tres años después (1592) dimitió, posiblemente por su negativa a suscribir la fórmula de concordia que el duque Federico Guillermo exigía a los profesores para restaurar el luteranismo en la Universidad. Por lo que regresó a Heidelberg donde fue nombrado profesor de la Academia en 1593 y posteriormente jefe de la Biblioteca Palatina de Heidelberg desde 1602 hasta 1622. Gracias a este último cargo, con su correspondiente acceso a impresos y manuscritos, le permitieron llevar a cabo varias ediciones y comentarios filológicos. En 1622 tuvo que huir, puesto que la ciudad de Heidelberg fue tomada por las tropas católicas de Maximiliano I de Baviera. Gruytére no volvería a dicha ciudad hasta 1626, para morir solo un año después.

## Obra
Gruytére fue el creador de varios poemas latinos, numerosas ediciones, anotaciones y comentarios a los clásicos, pero su mejor trabajo será la que suponga el mayor repertorio de inscripciones latinas y griegas hasta el siglo XIX, publicada en Heidelberg en 1602. El doctor en Historia D. Manuel Ramírez manifiesta, refiriéndose a este escrito, que "La obra de Gruytère tiene el mérito de ser el primer corpus importante de inscripciones griegas y latinas, pero en su realización este bibliotecario y filólogo de origen alemán no se apoyó en el examen directo de las inscripciones, sino en la tradición manuscrita o en fuentes bibliográficas anteriores. A pesar de ello, fue una obra muy utilizada, sobre todo gracias a los útiles índices que Joseph Juste Scaliger realizó para facilitar la búsqueda de las inscripciones ya que, como sucediera con el repertorio de Smetius, los epígrafes estaban ordenados por su tipología. Las inscripciones hispanas recogidas por Gruter proceden de las recopilaciones llevadas a cabo por españoles o extranjeros durante el siglo XVI".
De entre sus compilaciones de escritores y poemas, destaca Delitiae C poetarum gallorum por haber sido incluida por la Santa Sede en el Index librorum prohibitorum en 1616.